# 和辻春樹
和辻 春樹（わつじ はるき、1891年（明治24年）9月5日 - 1952年（昭和27年）8月24日）は、昭和時代の造船技師、科学評論家。また京都市長（官選）、観光日本社長、関西造船協会会長、造船協会常務理事長を務めた。従兄に和辻哲郎、姪にロミ・山田。

## 略歴

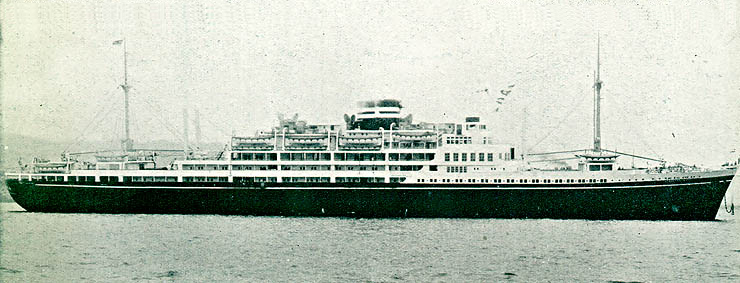
あるぜんちな丸。1939年竣工。流線型の優美な外観と現代日本様式の豪華な内装が当時多くの人々の眼を奪った。

医師の子として東京で生まれる。旧制第三高等学校を経て、1915年に東京帝国大学工科大学船舶工学科を卒業後、大阪商船（現・商船三井）に技師として入社した。1921年の別府航路の客船「むらさき丸」の設計をはじめ世界一周航路用の「あるぜんちな丸」、南米航路移民船「ぶらじる丸」（この2隻はあるぜんちな丸級貨客船）など多くの名船を手がけ、専務取締役になった。
京都市長の篠原英太郎が公職追放により任期途中で辞任したことにより、議会による官選で和辻が京都市長に就任したが、8か月後に自身も公職追放により辞任した。1950年には民主党推薦無所属候補として京都市長選挙に立候補したが、落選した。

## 手掛けた船
大阪商船時代に約70隻を設計した。
- 盤谷丸 (特設巡洋艦)
- 黒龍丸
- くれなゐ丸
- 瑞穂丸
- 高千穂丸
- ぶゑのすあいれす丸級貨客船
- 報国丸級貨客船
- 高砂丸
- さんとす丸級貨客船
- あるぜんちな丸級貨客船（あるぜんちな丸・ぶらじる丸）

## 家族
- 父・和辻春次（1863年生） - 医師。1889年に帝国大学医科大学を卒業後、研究科で助手を務めたのち、松江共立病院長、新潟市立新潟病院外科医長、台湾総督府医院医長兼院長を務める。1901年医学博士の学位取得後、欧州に留学。1905年に京都帝国大学医科大学耳鼻咽喉科初代教授となり、同大学附属医院長などを歴任、1923年に退任後、京都帝国大学名誉教授となる[6][7]
- 妹・みつ（1894年生） - 旧制岡山医科大学学長・田中文夫の妻。子の田中稲波は医師。稲波の長女みちの夫・奥野富士郎は木村篤太郎の孫[6]。
- 弟・和辻広樹（1905年生） - 朝日新聞記者。娘にロミ・山田。
- 妻・恒（1894年生） - 北村精造（北村胃腸病院長）の長女。北村は原敬の主治医のひとり。
- 長男・和辻俊樹（1916年生） - 第二次大戦で戦死
- 次男・和辻春夫（1919年生） -
- 父方伯父・和辻瑞太郎 - 医師。その息子に和辻哲郎。